# Pseudacanthoprion insulare
Pseudacanthoprion insulare är en insektsart som beskrevs av Max Beier 1954. Pseudacanthoprion insulare ingår i släktet Pseudacanthoprion och familjen vårtbitare. Inga underarter finns listade i Catalogue of Life.